# 滇西前胡
滇西前胡（学名：Peucedanum delavayi）是伞形科前胡属的植物，是中国的特有植物。分布在中国大陆的云南等地，生长于海拔2,600米至3,400米的地区，多生长于山坡草地及岩石边，目前尚未由人工引种栽培。